# Kosmos kak predchuvstvie
Kosmos kak predchuvstvie è un film del 2005 diretto da Aleksej Učitel'.

## Riconoscimenti
- Giorgio d'Oro 2005 al Festival di Mosca